# Le Nayrac
Le Nayrac är en kommun i departementet Aveyron i regionen Occitanien i södra Frankrike. Kommunen ligger  i kantonen Estaing som ligger i arrondissementet Rodez. År 2022 hade Le Nayrac 546 invånare.

## Befolkningsutveckling
Antalet invånare i kommunen Le Nayrac
Referens: INSEE